# Новокаховский городской совет
Новокахо́вский городско́й сове́т (укр. Новокаховська міська рада) — упразднённая административная единица в центральной части Херсонской области Украины. Её территория с 24 февраля 2022 года оккупирована в ходе вторжения России на Украину.
Административный центр городского совета находился в Новой Каховке.

## История
- 17 июля 2020 года большинство населённых пунктов подчинённых совету вошли в состав Новокаховской городской общины Каховского района Херсонской области. Таврийск и Плодовое вошли в состав Таврийской общины.

## Населённые пункты совета
Совету подчинялись 11 населённых пунктов:
- 2 города: Новая Каховка, Таврийск;
- 1 посёлок городского типа: Днепряны;
- 5 сёл: Корсунка, Масловка, Новые Лагери, Обрывка, Песчаное;
- 3 посёлка: Плодовое, Райское, Тополевка.